# Bigfoot, Texas
Bigfoot là một nơi ấn định cho điều tra dân số (CDP) thuộc quận Frio, tiểu bang Texas, Hoa Kỳ. Năm 2010, dân số của nơi này là 450 người.

## Dân số
- Dân số năm 2000: 304 người.
- Dân số năm 2010: 450 người.